# Steinriegel

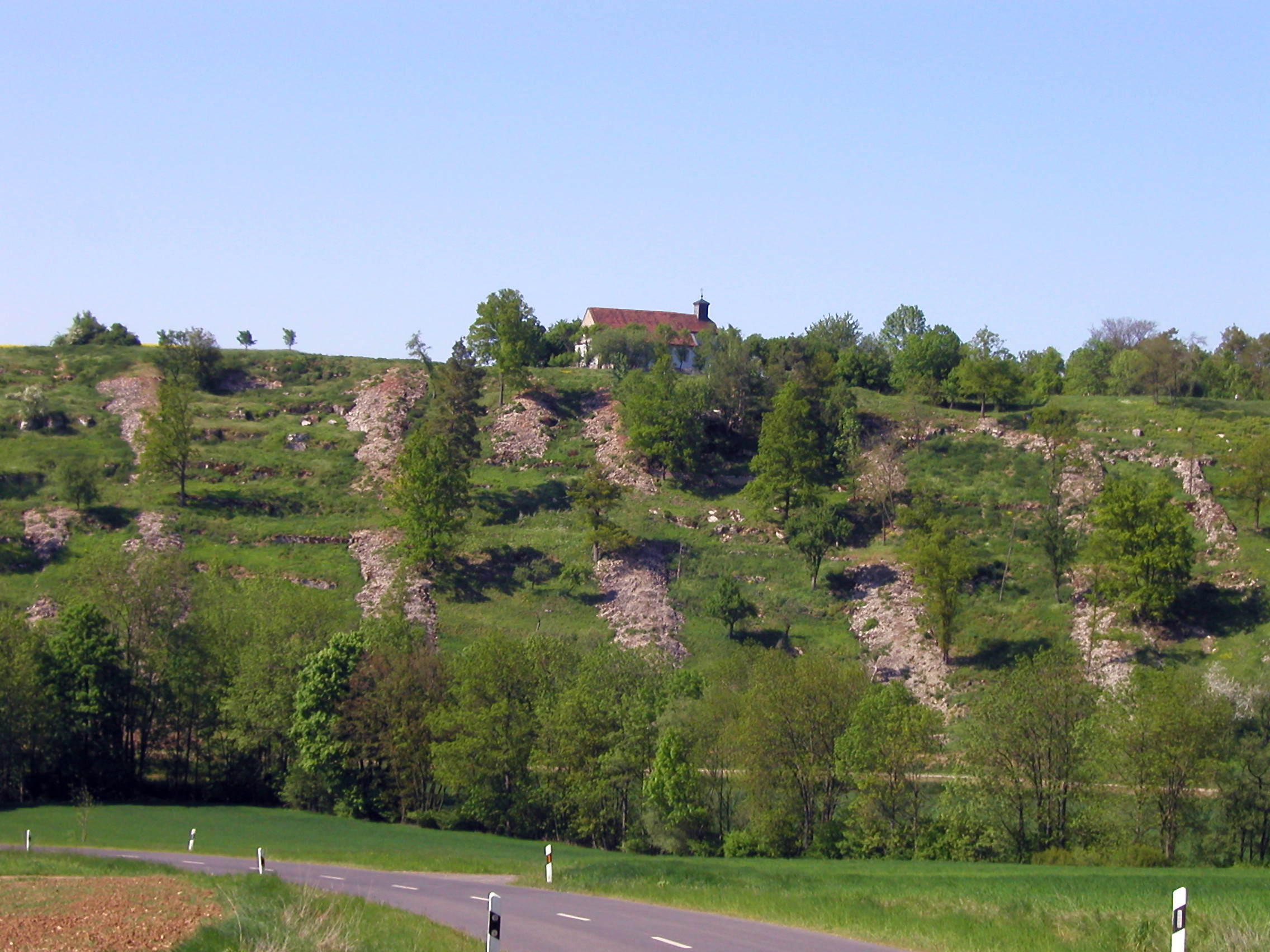
Steinriegellandschaft als Schafweide bei Bieberehren mit Kunigundenkapelle im Gollachtal, einem rechten Nebenfluss der Tauber

Steinriegel (auch Lesesteinriegel oder Lesesteinwälle) sind längliche Aufschichtungen von Lesesteinen. Sie prägen das Bild zahlreicher süddeutscher Weinlagen. Je nach Region werden sie auch Steinrasseln, Steinrutschen, Rollmauern oder Karmauern genannt.

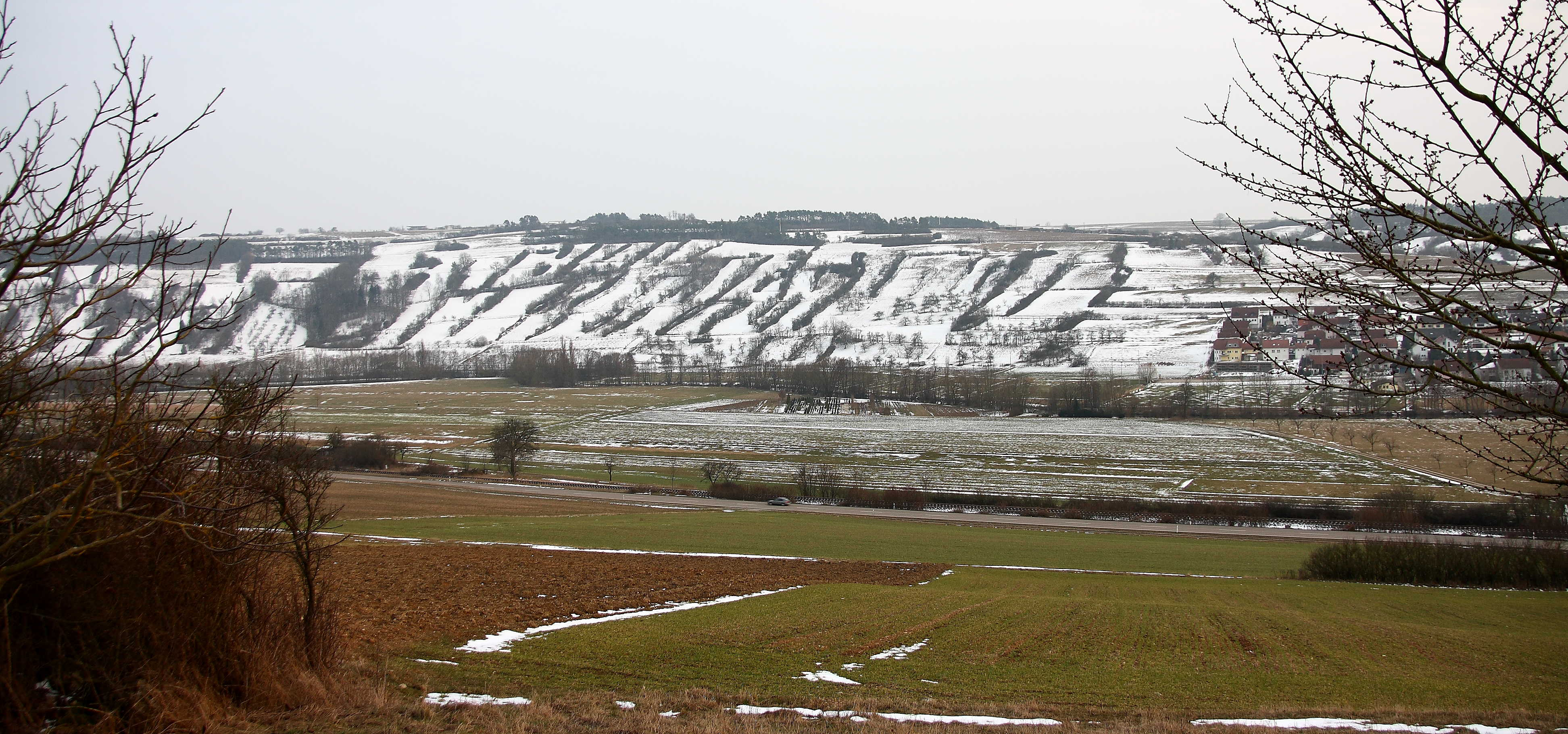
Winterliche Steinriegellandschaft zwischen Weikersheim und Elpersheim.

## Entstehung
Ab dem Spätmittelalter wurde in Deutschland auch auf ungünstigeren Lagen vermehrt Wein angebaut. Dies war nur möglich, wenn die Weinberge (häufig flachgründige Muschelkalkböden) stets gehackt wurden. Größere Steine, die durch Bodenerosion und Frosthebung aus dem Boden traten, wurden häufig in der Falllinie der Hänge entlang der Eigentumsgrenzen aufgehäuft. Dies ist ein möglicher Grund dafür, dass die „Wengerter“ die Wälle in dieser Form anlegten und nicht in Form quer zum Hang verlaufender Terrassen, wie im Steillagenweinbau sonst üblich.
Die oft mehrere Meter breiten Ansammlungen hatten den Nebeneffekt, sich tagsüber aufzuheizen und die Wärme nachts wieder abzugeben. Gelegentlich finden sich Steinwälle von ca. 1 m Höhe im rechten Winkel zu den Steinriegeln und parallel zur Hangkante verlaufend. Diese dienten als Barrieren gegen die kalte Luft von den Hochebenen, die durch ihre höhere Dichte in die Täler fließt.
An den Seiten der Steinriegel finden sich in einigen Fällen mit Platten ausgelegte Gräben für das ablaufende Wasser, um bei starkem Regen die Abschwemmung des wertvollen Bodens zu verhindern. Einer der längsten Steinriegel wurde mit 234 m im Pfitzinger Tal bei Niederstetten gemessen.

## Rückgang und heutige Bedeutung

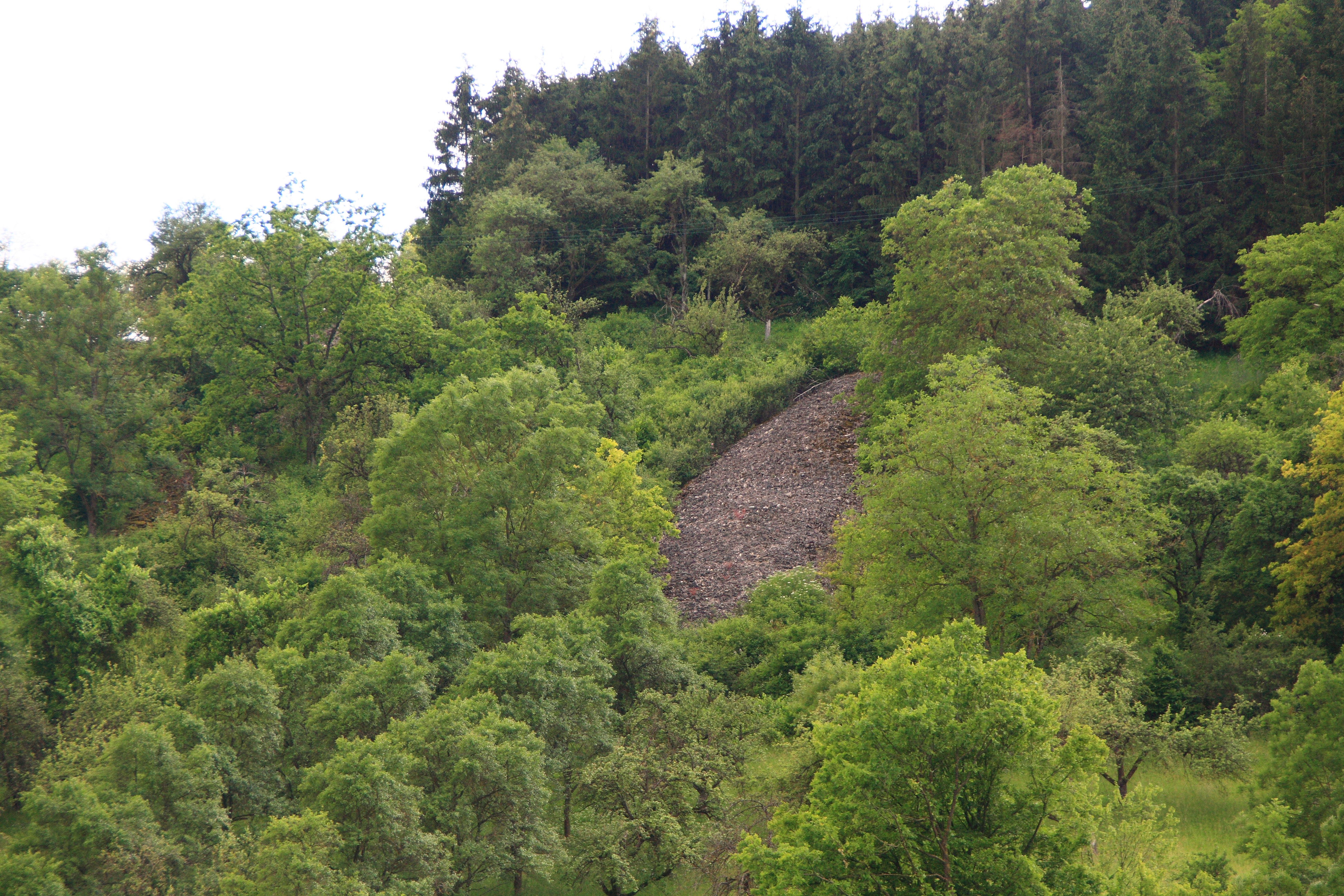
Unbewachsener Steinriegel inmitten eines inzwischen verwilderten Gebietes unterhalb des Winterbergs in Weikersheim.

Die Einschleppung der Reblaus im 19. Jahrhundert führte zu einem Rückgang des Weinanbaus und zu einer Verringerung der Rebfläche. Durch Abtrag und Nutzung der Steine, die Bebauung von Hanglagen mit Wohngebäuden sowie die Flurbereinigungen verschwanden in der Folge vielerorts die Steinriegel. Wo dies nicht der Fall ist, sind die Steinriegel oft überwachsen, konservieren aber das nutzungshistorisch bedeutsame Geländerelief. Der Boden unter den Steinriegeln ist kaum von Erosion betroffen und gibt somit einen Hinweis auf die ursprüngliche Erdoberfläche zu Beginn der Weinbauzeit. Um der Verbuschung entgegenzuwirken, wird durch Naturschutzvertreter und Kommunen (zusätzlich zu mechanischen Hangpflegemaßnahmen) versucht, die Beweidung mit Schafen zu fördern.

## Schutz
Seit 1992 gelten Steinriegel in Baden-Württemberg nach § 32 des Landesnaturschutzgesetzes als Naturdenkmale und Biotope und werden auf der Roten Liste der Biotoptypen als „gefährdete Biotope“ nach Gefährdungskategorie 3 geführt und naturschutzfachlich als Biotoptyp „von mittlerer bis hoher Bedeutung“ bewertet.

## Flora und Fauna

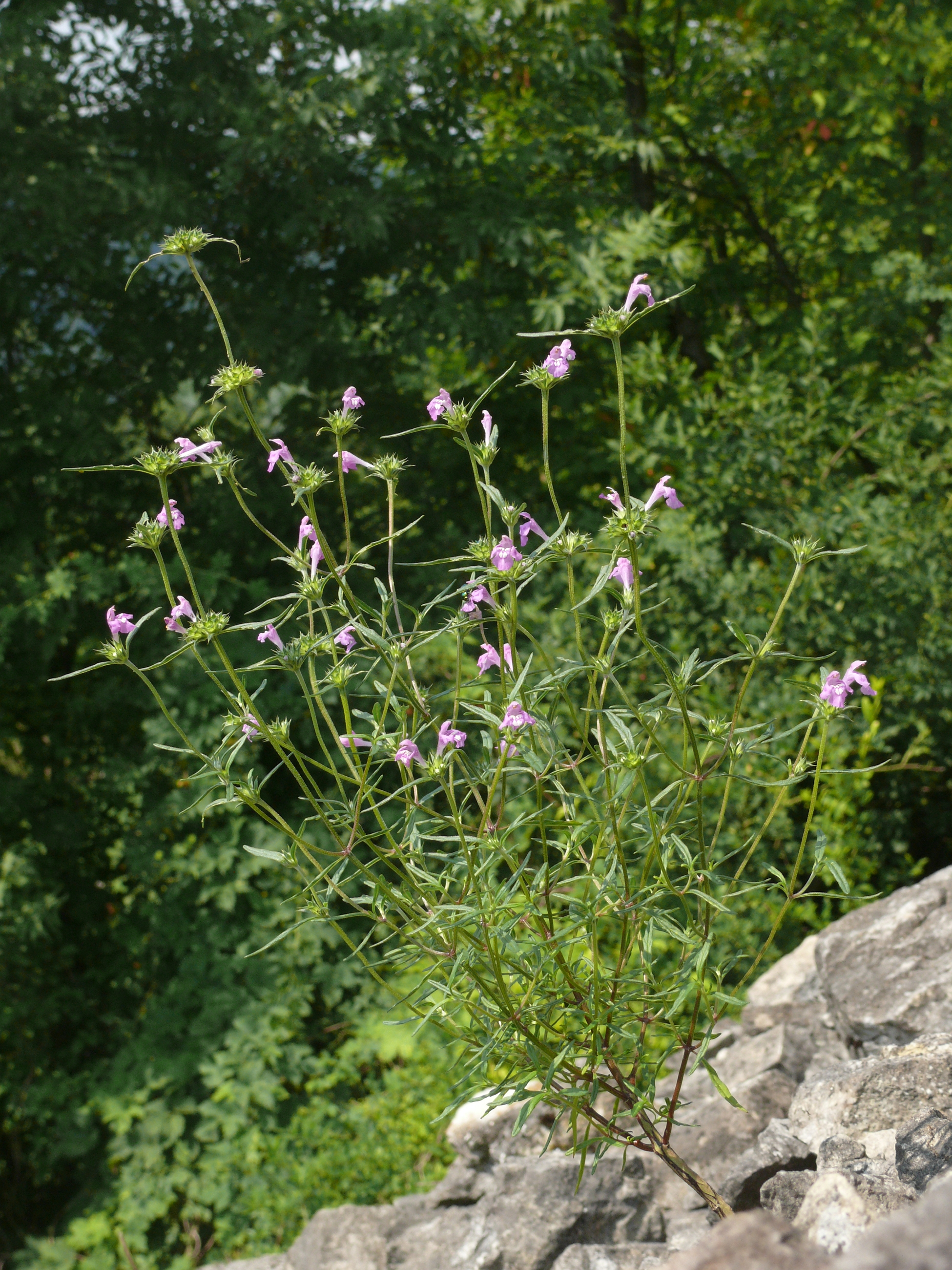
Der Schmalblättrige Hohlzahn kommt häufig auf den Steinriegeln entlang von Tauber, Kocher und Jagst vor.

Gelegentlich wurden die kahlen Riegel für Sonderkulturen genutzt. So schrieb Karl Esslinger in seiner Heimatkunde des Oberamtes Gerabronn: „Um 1750 wurden in der Gegend von Niederstetten auf den zwischen den Weinbergen befindlichen Steinwällen so viel Quitten gezogen, dass aus ihnen Wein bereitet wurde.“
Wenn aber Steinriegel nicht weiter aufgehäuft oder anderweitig frei gehalten werden, gewinnen Hecken, Gebüsch und Wald schnell die Oberhand. Die Landschaftspflege ist aufwändig und wird nur von wenigen Idealisten geleistet. Hierdurch verschwinden weiter in zunehmendem Maße die für Fauna und Flora wichtigen offenen, trockenwarmen, gehölzarmen Standorte.
Den Beginn machen gewöhnlich anspruchslose Arten wie Weiße Fetthenne, Sempervivum globiferum, Tripmadam und Scharfer Mauerpfeffer. Wimper-Perlgras fasst ebenfalls leicht Fuß und Königskerzen sind häufig anzutreffen. Danach folgen Büsche wie die Schlehe, Wilde Brombeeren und die Weiße Waldrebe. Hopfen, der zu früheren Zeiten als zusätzliche Einnahmequelle an den Rändern der Steinriegel angepflanzt worden war, überwuchert diese inzwischen recht häufig flächendeckend. Die letzte Phase im Bewuchs der Steinriegellandschaft bilden Bäume wie Walnuss, Kirsche und Hartriegel ebenso wie Haselnusssträucher und Heckenrosen. Seltener sind Weißdorne, Liguster, Holunder und Zwetschgenbäume.
Die Steinriegellandschaft beherbergt alle in Deutschland vorkommenden Grasmückenarten. Wendehälse sind zahlreich, da ihnen reichhaltige Nahrung in Form von Ameisen zur Verfügung steht. Zauneidechsen und Blindschleichen fühlen sich auf den warmen Steinen ebenso wohl wie deren Fressfeind, die Schlingnatter. Der Steinkauz kam in früheren Zeiten häufig vor, ist aber aus ungeklärten Gründen inzwischen aus der Steinriegellandschaft verschwunden.

## „Mostloch“

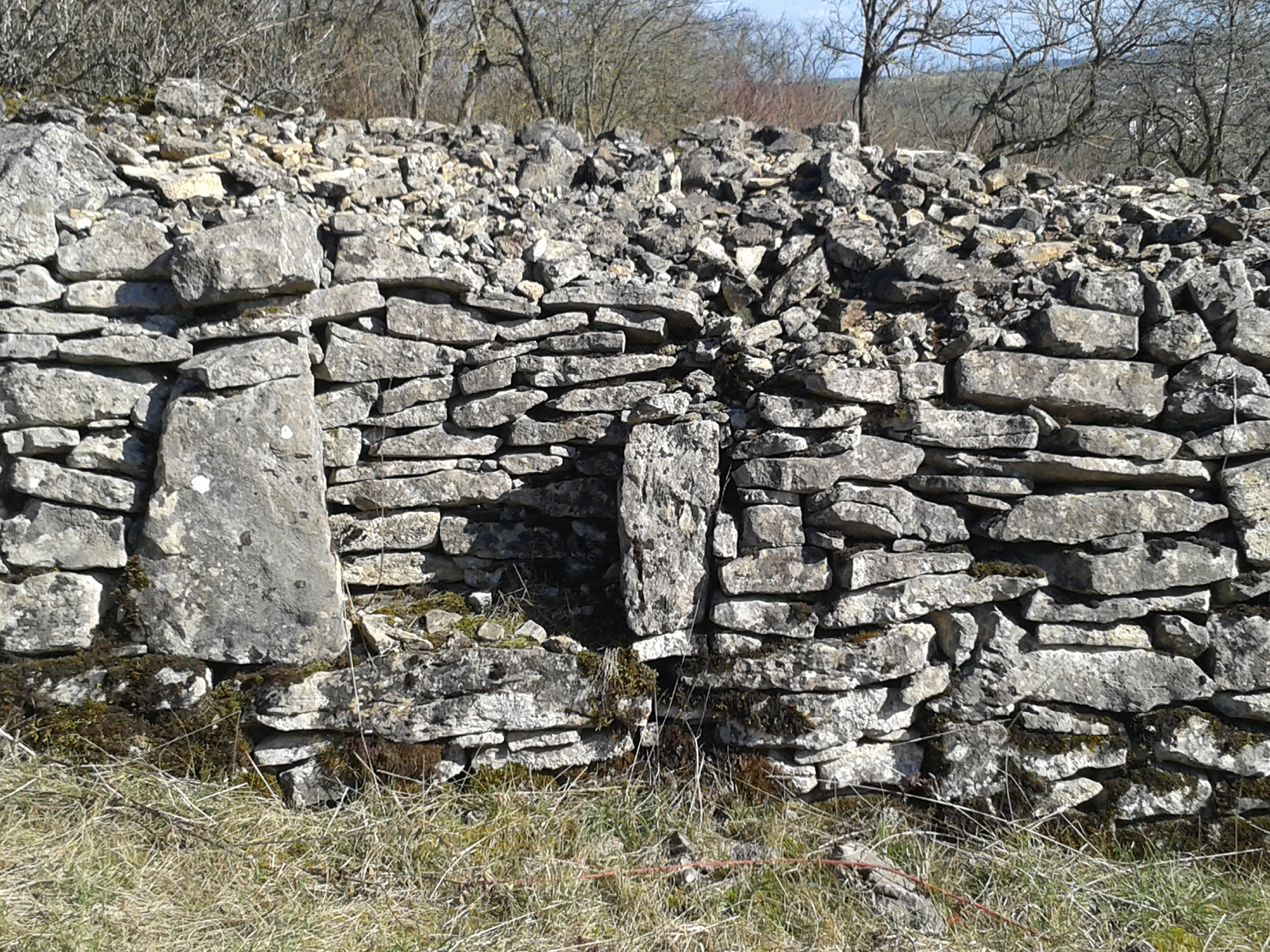
Mostloch in einem Steinriegel

Ein „Mostloch“ bezeichnet in Süddeutschland eine Nische, die bei der Errichtung eines Steinriegels mit größeren Steinblöcken eingefügt wurde. Es diente zum Kühlhalten des Mostes und der Speisen für die im Weinberg tätigen „Häcker“ und Hilfskräfte. Es wurde auf der schattigen Seite eines Steinriegels errichtet, um eine höchstmögliche Kühlung zu gewährleisten. Pro Weinberg gab es meist ein Mostloch.